# Gammaropsis afra
Gammaropsis afra är en kräftdjursart som beskrevs av Stebbing 1888. Gammaropsis afra ingår i släktet Gammaropsis och familjen Isaeidae. Inga underarter finns listade i Catalogue of Life.